# Коцюбко Андрій Степанович
Андрій Степанович Коцюбко (нар. 9 травня 1969, смт Козлів Козівського району) — український спортсмен-легкоатлет (бігун, марафон і надмарафон).

## Життєпис
Народився 9 травня 1969 року в смт Козлів Козівського району Тернопільської області, нині Україна).  
1993 року отримав звання майстра спорту України з легкої атлетики. 1994 року закінчив факультет фізичного виховання Тернопільського державного педагогічного інституту (нині Тернопільський національний педагогічний університет імені Володимира Гнатюка). Першим наставником був Я. І. Смечук. Виступає за спортивне товариство «Колос».
Досягнення
- срібний (1996) та бронзовий (1995) призер Чемпіонату України з марафону
- переможець 89-км[1] надмарафону «Від Лондона до Брайтона» (англ. London to Brighton Race,[3] 2001,[4] час — 6 год. 42 хв.)[1]
- переможець Відкритого чемпіонату Голландії на дистанції 100 км (2002)[1]
- переможець змагань «Тернопільська озеряна» 2015[5] та 2016[6] років